# セントローレンス湾方面作戦
セントローレンス湾方面作戦（セントローレンスわんほうめんさくせん、Gulf of St. Lawrence Campaign、ガスペ遠征とも呼ばれる）は、フレンチ・インディアン戦争中の軍事作戦である。
この作戦は、イギリス軍による、現在のニューブランズウィック、そしてセントローレンス湾沿岸のガスペ半島にある、アカディア人集落への奇襲作戦だった。海軍と陸軍の指揮官は、それぞれサー・チャールズ・ハーディと准将のジェームズ・ウルフであった。1758年のルイブールの戦いの後、両指揮官は、9隻の軍艦に分乗した1500人の部隊を率いてガスペ湾に向かい、9月5日に上陸した。そこから9月12日にミラミチ湾、9月13日にケベック州グランド＝リビエールとパボス、9月14日にケベック州モンルイにそれぞれ分遣隊を送り込んだ。その後何週間かで、ハーディは4隻のスループ艦またはスクーナーを率いて、約200の漁船を壊し、200人ばかりを捕虜にした。

## 歴史的背景

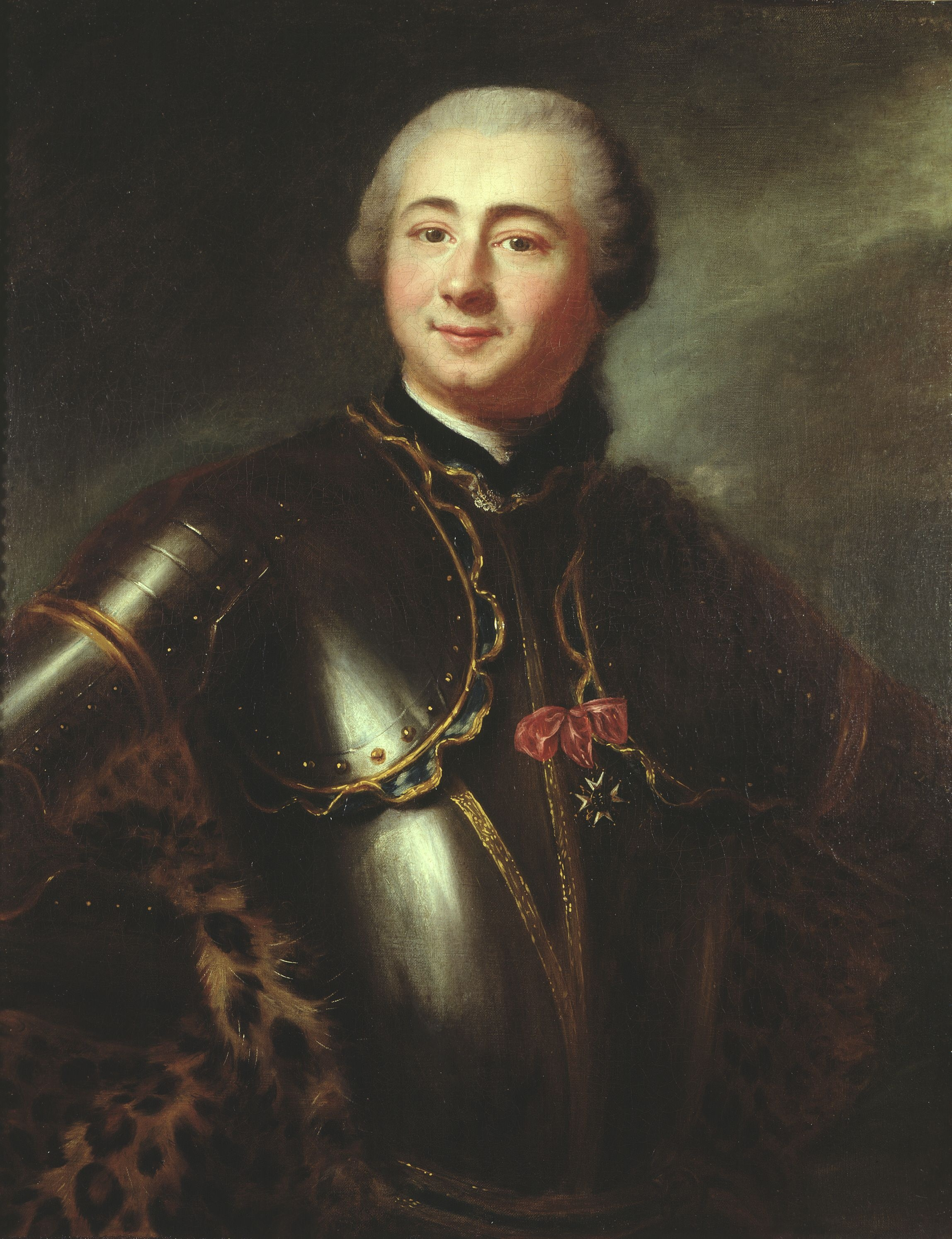
シャルル・デシャン・ド・ボワシェール・エ・ド・ラフェト

1710年のポートロワイヤル包囲戦の後、45年間以上にわたり、一部のアカディア人は、イギリス国王への忠誠のための誓文への署名を拒み、民兵として対イギリス軍事作戦に参加したり、フランスの砦であるルイブールやボーセジュールに補給を続けたりしていた。フレンチ・インディアン戦争中、イギリス軍はアカディアの見せかけの武装勢力を打ち砕き、アカディア人を追放することで、ルイブールへの補給線を断つように努めた。

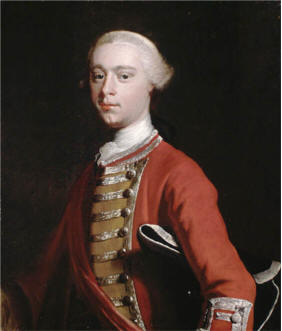
ジェームズ・ウルフ

1755年にファンディ湾方面作戦が追放の第一波として起こった。この追放の間中、セントジョン川渓谷は、イギリス軍に対するアカディア人とアルゴンキン諸族の連合軍の拠点と化した。
民兵の士官であるシャルル・デシャン・ド・ボワシェベール・エ・ド・ラフェトは、大勢のアカディア人をミラミチへと避難させた。1756年の夏に、最初の集団が到着した。1757年から1758年まで、ミラミチはノバスコシアのイギリス軍への対抗勢力遠征、そして、ルイブールのフランス軍への支援やルイブールへの物資補給の拠点となっていた。ミラミチで、アカディア人たちが最も早く移住した地域は、現在ウィルソンズポイントとして知られる場所一帯である。
ルイブールの戦いの後、アカディア人追放の第二波が始まった。セントジョン川方面作戦とプティクーディアク川方面作戦に、ロバート・モンクトンが派遣され、セントローレンス方面湾作戦にはウルフが派遣された。この作戦では、イギリス軍はケベックの包囲を想定しており、それに邪魔が入らぬよう、ガスペ湾からすべての物資補給船を駆逐したがっていた。

### ガスペ湾奇襲

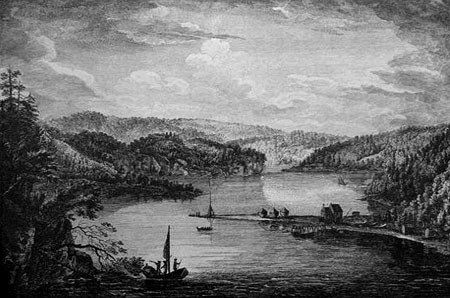
イギリス軍大尉ハーヴェイ・スミスが描いたガスペ湾攻撃（1758年）。スミスは戦争画家でもあり、この作品を始め多くのルイブールやケベック攻略の関連作品が、後に銅版画として出版された。

1758年9月5日にルイブールの戦いが終わり、ウルフはガスペ湾のロイヤル・ウィリアムに到着した。当初は300人いた住民が、この奇襲時には60人しかいなかった。この地の領主はピエール・リヴォルであった。ハーディはこの地を占領し、住民は森へと逃げた。この奇襲の報告のまとめによると、製材所や鍛冶屋の仕事場を含めた15の建物が壊された。60人の住民のうち、37人が捕囚されて、イギリスの輸送艦でフランスに戻された。この、捕虜となったアカディア人たちの多くは、フランスのサン・マロの出身であった。その一方で6人が逃亡した。あとの約18人は不明である。

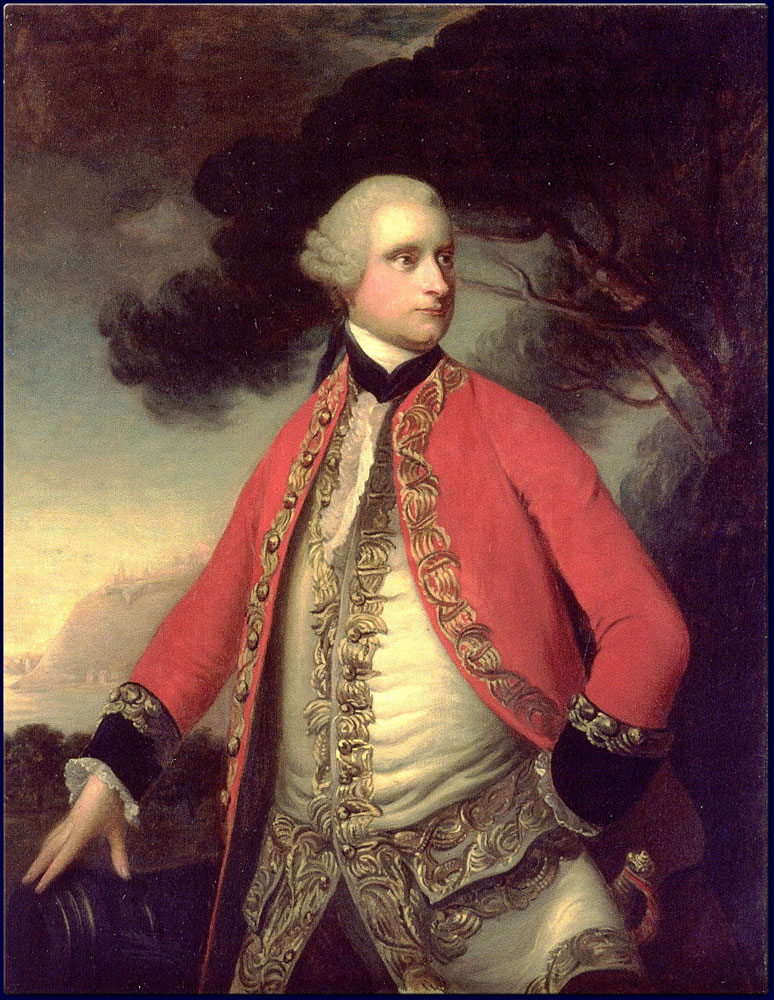
ジェームズ・マレイ

### ミラミチ湾奇襲

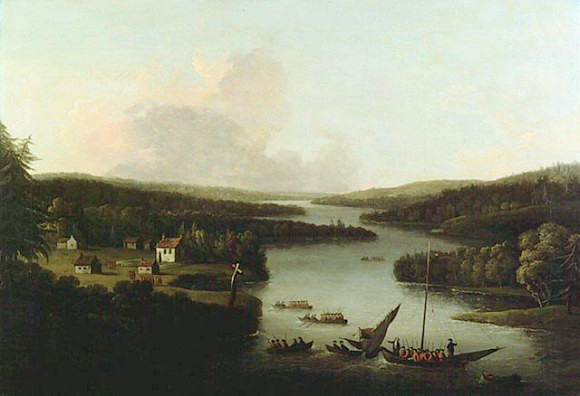
『ミラミチ湾奇襲』ハーヴェイ・スミス作 （1758年）

ミラミチ湾奇襲は現在のニューブランズウィック州ベ・デュ・ヴァンへの攻撃で始まった。  この集落の約40人のアカディア人はノバスコシア半島へ、ボナヴァンテュール神父の手引きで逃れ、その後ジェームズ・マレイはその後ミラミチ湾から現在のバーントチャーチへ兵力を展開した。この地には30世帯が住んでいたが、マレイの軍が来るまでに村は無人となっていた。マレイ軍は村人の作物や家畜やウィグワム（インディアンの小屋）、そして石造りの教会を焼いた。バーントチャーチの名はこのことにちなむものである。
マレイはボワシェベールの難民キャンプ「キャン・ド・レスパス」へ向かおうとしたが、船が大きすぎて川をさかのぼれなかった。ここのアカディア人たちはサンジャン島方面作戦で逃げて来た者たちだった。マレイは9月24日にルイブールに戻った。

### グランド＝リヴィエール奇襲
9月13日、大尉のパウルス・アーヴィングが、軍艦ケニントンが護送する複数の小隊と共に、ケベック州のグランド＝リヴィエールに派遣された。ここの責任者はド・ベルフィーユで、建物が60と漁船が80あった。アーヴィングの軍が到着した時には、住人は既に逃げており、すべての建物と漁船が焼かれた。ある家族と他に5人が捕虜にされた。
グランド＝リヴィエールから3リーグ（14.48キロ）西に、パボスという漁村があった。（現在のケベック州シャンドレ）アーヴィングの軍がついた時、村人は森に逃げた。領主であるベルフィーユの屋敷はパボス川の小島に建てられていた。アーヴィングは27の家屋と17の建物を、15の大型船と共に焼き払い、すべてを失った村人を残して立ち去った。

### モンルイ奇襲
9月14日、ウルフはガスペ湾から少佐のジョン・ドーリングに130マイル（209.2キロ）の道を、セントローレンス湾に沿って進軍させた。まる11日間の進軍の後、ドーリングは23日になってケベック州のモンルイに到着した。ここの領主はミシェル・マイエだった。進軍中に4人を捕囚し、モンルイに着いてからは16の建物と5隻の漁船を焼いた。また、かろうじてマイエとその妻、そして22人の男と4人の女、14人の子供を捕えた。

## その後のアカディア人

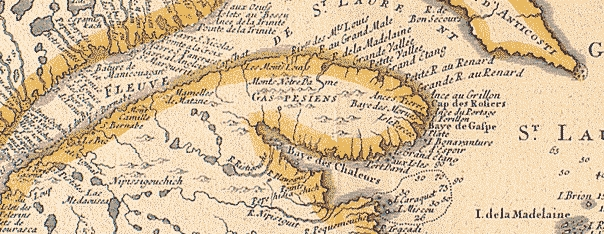
中央の入江がシャリュール湾、右手に広がるのがセントローレンス湾。

集落が壊されたことで、漁業にも大規模な影響が出た。ケベックへの供給も断たれ、その年は食料難に見舞われた。
アカディア人たちもまた、かろうじてシャリュール湾沿岸やレスティグーシュ川の流域に移住を続けていた。レスティグーシュ川には、ボワシェベールも難民キャンプをプチロシェル（現在のケベック州ポワント・ア・ラ・クロワ近く）に設けていた。ウルフがここの任務を終えた後も、1760年のレスティグーシュの戦いにより、ボワシェベールのキャンプにいた数百人のアカディア人が捕虜となった。この時、大尉ロデリック・マッケンジーの軍が330人のアカディア人を捕囚したと言われる。

### 一次出典
- Letter by J. A. Murray . Louisbourg 24th. September 1758. Public Record Office in London, where it is classified officially as C. O. 5, Vol. 53, (formerly A. W. 1, Vol.79).
- Journal of Captain Bell, A.D.C. to General Wolfe and the official dispatches of Admiral Boscawen.

### 二次出典
- J.S. McLennan, Louisbourg: From its Founding to its Fall by , Macmillan and Co. Ltd London, UK 1918, pp. 417–423, Appendix 11 (see https://archive.org/stream/louisbourgfromit00mcleuoft/louisbourgfromit00mcleuoft_djvu.txt)
- John Grenier. The Far Reaches of Empire: War in Nova Scotia, 1710-1760. Oklahoma University Press.pp. 199–200
- John Faragher. A Great and Nobel Scheme. Norton. 2005.